# كاتي بيترسون
كاتي بيترسون (بالإنجليزية: Katie Paterson)‏ فنانة ومفكرة بعلوم المستقبل وصاحبة أفكار و فنانة بصرية في مجال المحافظة على البيئة والكتاب الورقي وخارطة 27 ألف نجم من النجوم الميتة المعروفة ومشروع تاريخ الظلام، ولدت عام (1981)، وتعيش في غلاسكو في اسكتلندا، عاشت وعملت سابقًا في برلين وتتعلق أعمالها الفنية بالترجمة والمسافة والمقياس. حصلت باترسون على درجة البكالوريوس من كلية أدنبرة للفنون (2004) ودرجة الماجستير في الفنون الجميلة من كلية سليد للفنون الجميلة (2007)،  وهي زميلة فخرية في جامعة إدنبرة (2013).

## حياتها
ولدت في غلاسكو اسكتلندا عام 1981 حصلت على البكالوريوس من ادنبرة كاية الفنون وللماجستير من كلية سليد وتعيش في برلين حاليا.

## مشاريعها
- مكتبة المستقبل المصدر
- مشروع تاريخ الظلام المصدر

## جوائز
- جائزة ساوث بانك للفنون

## كتبها
- الإتصالات من الارض إلى الارض عن طريق القمر وهو من أهم كتبها وهو كتاب فلسفي علمي يصغب على القارئ أو المثقف العادي استيعاب محتوياته وفهمها دون العودة إلى بعض المواضيع المتخصصة، وذلك بسبب التفاصيل الدقيقة بالكتاب والتي تعتمد على حسابات رياضية معقدة.[9]

## روابط خارجية
- الموقع الرسمي